# アティーク・ラヒーミー
アティーク・ラヒーミーまたはアティック・ライミ（Atiq Rahimi; 1962年2月26日 - ）は、アフガニスタン・フランスの二重国籍を有する小説家・映画監督であり、『サンゲ・サブール ― 忍耐の石』（邦題『悲しみを聴く石』）で2008年ゴンクール賞を受賞した。また、本書と2000年に刊行された『灰と土』はラヒーミー自身により映画化された。

## 背景
アティーク・ラヒーミーは1962年2月26日、アフガニスタンの首都カーブルに生まれた。母は小学校教員、父はパンジシール州の知事（後にカーブルの予審判事）であった。父は（2001年3月にターリバーンが遺跡の大仏を破壊した）バーミヤーンに生まれたドイツ系アフガニスタン人で、ドイツ語系の高等学校に学んだ。父は親仏家で、叔父もフランス語を話した。
1973年7月、病気療養のために国王ザーヒル・シャーがアフガニスタンを離れた隙を突いて、ムハンマド・ダーウードがクーデターを起こして国王を追放し、共和制を宣言したとき、王党派であった父が逮捕され、2年半にわたって収監された。1976年にインド（ボンベイ）に亡命した父のもとで8か月過ごし、友人とともにインド各地を訪れた。この経験は彼の世界観を大きく変え、「インド哲学、仏教、ヒンドゥー教に出会ったことで、宗教的イデオロギーを捨て去ることができた」と語っている。

## 教育
母語とフランス語とのバイリンガル教育を行うイスティクラル高等学校に通った。早くからフランス文学・文化に親しんでいたが、きっかけは14歳のときに父の影響でペルシア語に翻訳されたヴィクトル・ユーゴーの『レ・ミゼラブル』を読んだことであり、ジャン・ヴァルジャンに惹かれ、40ページにも及ぶ下水道の描写に感動したという。また、カーブルのフランス文化センターに通い、特にジャン＝リュック・ゴダールをはじめとするヌーヴェルヴァーグの映画、クロード・ソーテの映画、アラン・レネ監督の『二十四時間の情事（ヒロシマ・モナムール）』に大きな影響を受け、後に映画監督としての道を歩むきっかけとなった。
『二十四時間の情事』の原作者マルグリット・デュラスの作品との出会いは、作家活動のきっかけともなり、フランス亡命後、最初に手に入れた本が『愛人（ラマン）』（1984年ゴンクール賞受賞作品）であり、「『ラマン』を読みながら（フランス語での）書き方を学んだ」とし、デュラスの簡潔な文体は「アフガン文化に育った私の精神に完全に一致するものであった」と、その影響を認めている。
カーブル大学に進んでからもフランス文学を専攻した。共産主義・親ソ連政策のもと、検閲を受けて入手できない書物もあり、大学でカミュについて研究発表を行ったときには、共産主義青年委員会から呼び出しを受けた。

## フランス亡命
大学卒業後は4年間の兵役に就くことが義務付けられていたため、亡命を決意した。1984年10月、22歳のときのことである。2000アフガニと母に渡された絨毯1枚だけ持って、24人の仲間とともに9日9晩かけてパキスタンとの国境の山岳地帯を徒歩で越え、ペシャーワルにたどり着いた。在パキスタン仏大使館（イスラマバード）で難民申請を行い、40日後にフランスに亡命した。1985年3月30日にフランスに着いたとき、自分が「外国人だという気がしなかった」と繰り返し語っている。
ウール県（オート＝ノルマンディー地域圏）の難民受入センターに着き、1,200フランの手当を受け取り、真っ先にマルグリット・デュラスの『愛人（ラマン）』を買った。フランスに到着してから政治難民として認定を受けるのに数か月を要した。彼自身は「文化難民」だと言う。同年、2年前にカーブル大学で知り合った女性と事実婚（1996年12月15日に娘のアリス誕生）。
ルーアン大学（現ルーアン＝ノルマンディー大学）に学び、さらにソルボンヌ＝ヌーヴェル大学（パリ第3大学）に進んだ。博士課程で映画記号学（「クリスチャン・メッツ」参照）を専攻し、1993年に「映画のFIN (完)」と題する博士論文を提出し、博士号を取得した。
この間、アフガニスタンでは、1978年に成立した人民民主党政権に対してムジャーヒディーン（反政府ゲリラ）が蜂起し、1979年にソビエト連邦が軍事介入。1989年のソ連軍撤退後、ムジャーヒディーンが攻撃を激化した。人民民主党員の兄が1991年に内戦下のカーブルで死去したことを知ったのは、この2年後のことであった。

## 創作活動

### ドキュメンタリー映画 - アルテ
博士課程修了後、ドキュメンタリー映画や宣伝映画を制作して生計を立てた。独仏共同出資のテレビ局アルテでは、アブサン、ストリートアーティストなどに関する文化ドキュメンタリーのほか、ローマに亡命中のザーヒル・シャーへのインタビューに基づく政治ドキュメンタリーも制作した。一方で小説も書き始めていた。最初の小説はフランスに移住したアフガン難民の葛藤を描いたものだが、未完のままである。

### 『灰と土』
1996年にターリバーンが政権を掌握した。第一子が生まれた年でもあり、いつか娘に故国のことを語ることになるだろうと思い、また、彼なりに「故国と和解したい」と思い、アフガニスタンを舞台にした『灰と土』の執筆に取りかかった。名誉、復讐などのアフガン社会（イスラム社会）の伝統的な価値と、「家族でも、部族でも、宗教でもなく」、「アフガン社会に存在しない個人」という概念の対立を描いたこの作品は、アフガニスタンの公用語の一つであるダリー語で書かれ、2000年にフランス語訳が出版された。ラヒーミーはこれを機に、フレデリック・ベグベデの文芸評論番組「本と私」で初めてテレビ出演するなど、メディアで取り上げられるようになり、次いで『灰と土』の映画化に取りかかった。映画の撮影のためにアフガニスタンに戻ったのは、出国から18年後の2002年1月、ターリバーン政権崩壊直後のことであった。同地では、撮影だけでなく、若手脚本家の指導にあたった。また、ベルナール＝アンリ・レヴィとともに若手作家支援のための作家会館を設立した。この延長として、現在では、フランス・キュルチュールとの連携により、アフガニスタンの出版社に支援を提供している。映画『灰と土』の製作はイランの映画会社が担当したが上映を断念したため、ベルナール＝アンリ・レヴィがこの企画を引き継ぎ、彼の父アンドレ・レヴィが創設した映画会社「明日の映画」社が配給会社となった。この作品は、2004年（第57回）カンヌ国際映画祭のある視点部門で上映された。なお、題名の「灰と土」は、老人ダスタギールが噛みタバコの代わりに、焦土と化したアフガニスタンの土を、死者たちの灰とともに口に含む最後の場面から取られたものである。

### 『サンゲ・サブール ― 忍耐の石』
第二作『数千の夢と恐怖の家』と第三作『空想的回帰』はいずれもパシュトー語で執筆され、それぞれ2002年と2005年にフランス語版が出版された。2008年に発表された『サンゲ・サブール ― 忍耐の石』は、ラヒーミーが初めて最初からフランス語で執筆した作品であり、同年、ゴンクール賞を受賞した。さらに、2013年に映画化され（ゴルシフテ・ファラハニ主演）、同年のサン＝ジャン＝ド＝リュズ国際映画祭で最優秀作品賞と監督賞を受賞したほか、フランス各地で行われた複数の映画祭でノミネートされた。
「サンゲ・サブール」はペルシア語で「忍耐の石」を表わす。ペルシアの神話では、この黒い石に向かって他人に言えない苦しみや悲しみを打ち明けると、石はこれに忍耐強く耳を傾け、その言葉や秘密を吸い取ってくれる、そして、この石がある日、粉々に打ち砕ける、その瞬間、語り手は苦しみから解放されるという。小説『サンゲ・サブール』では、戦場での乱闘で撃たれ、植物状態となって戻った男に対して、女がこれまで耐え忍んできた苦しみや恨みを次々とぶつける。身内や本人の残虐行為、裏切り、欲望、不義、強姦と、その語りはあまりにも露骨で、グロテスクであり、語る女自身がやがて半狂乱に陥っていく。
この作品には、「夫に惨殺されたアフガン女性詩人N. Aの思い出のために書かれたこの物語をM. Dに捧げる」、アントナン・アルトーの言葉「身体から、身体を通して、身体とともに、身体に始まり、身体に終わる」、そして「アフガニスタンのどこか、または別のどこかで」という3つのエピグラフがある。「夫に惨殺されたアフガン女性詩人N. A」とは25歳のアフガニスタンの女性詩人ナディア・アンジュマンのことであり、ラヒーミーは2005年11月1日に韓国の映画祭に招かれたときにこの知らせを受け、3週間後にアフガニスタンで調査を開始した。血管にガソリンを注入して自殺を図った夫に刑務所病院で会ったとき、「私が女性だったら、この男の傍にずっといて、この男に何もかもぶつけただろう」と思った、そしてこれが『サンゲ・サブール』を書くきっかけになったという。ヌーヴェルヴァーグの映画作家の「精神的父親」として知られる映画批評家アンドレ・バザンの「映画は世界に開かれた窓であり、我々のまなざしの代わりである」という言葉に映画制作の方向性を見出したというラヒーミーは、「アフガン文化においては、主体は存在しない、見る者は存在しない、まなざしは存在しない。見る者の意識が存在しないからである」とし、『サンゲ・サブール』では、主体としての女性、身体としての女性、見る者としての女性、そして女性の「まなざし」を通して見る世界を描こうとしたという。
ラヒーミーはまた、フランス語で書いた理由について、母国語では「口にすべきではない言葉を内在化し、無意識のうちにそういった言葉を口にするのを自らに禁じてしまう」、すなわち、自己検閲してしまうのに対して、フランス語なら「登場人物の内面に入っていくことができるし、身体について語ることができる」、母国語以外の言葉で書くのは解放であり、喜びであると説明している。

## 宗教観
ラヒーミーは自らの宗教について、「自分の弱さを理解しているから仏教徒で、自分の弱さを白状するからキリスト教徒で、自分の弱さを笑いの種にするからユダヤ教徒で、自分の弱さを咎めるからイスラム教徒で、そして、もし、神が全能なら、私は無神論者だ」と語っている。

## 受賞・栄誉
- 2004年、映画『灰と土』が第57回カンヌ国際映画祭のある視点部門で上映。
- 2008年、小説『サンゲ・サブール ― 忍耐の石』がゴンクール賞を受賞。
- 2013年、映画『サンゲ・サブール ― 忍耐の石』でサン＝ジャン＝ド＝リュズ国際映画祭の最優秀作品賞と監督賞を受賞。
- 2016年、ルーアン大学が優れた功績を残した外国国籍を有する人物に与える名誉博士号を受けた[17]。

## 邦訳作品
- 『灰と土』関口涼子訳、インスクリプト、2003年
- 『悲しみを聴く石』関口涼子訳、白水社、エクス・リブリス、2009年

## 著書
- Terre et Cendres (原著：Khâkestar-o-khâk) (仏語訳) P.O.L, 2000 - 2004年映画化。
  - 『灰と土』関口涼子訳、インスクリプト、2003年。
- Les Mille Maisons du rêve et de la terreur (数千の夢と恐怖の家) (仏語訳) P.O.L, 2002.
- Le Retour imaginaire (空想的回帰) (仏語訳) P.O.L, 2005.
- Syngué sabour. Pierre de patience (サンゲ・サブール ― 忍耐の石), P.O.L, 2008 - 2013年映画化。
  - 『悲しみを聴く石』関口涼子訳、白水社、2009年。
- Maudit soit Dostoïevski (呪われてあれ、ドストエフスキー), P.O.L, 2011.
- La Ballade du calame. Portrait intime (葦ペンのバラード ― 私的な自画像). L'Iconoclaste, 2015.
- Les Porteurs d'eau (水を持つ者), P.O.L, 2019.

## 監督作品
- 2004年、Terre et Cendres（灰と土）
- 2012年、Syngué sabour. Pierre de patience（悲しみを聴く石）
- 2019年、Notre-Dame du Nil（ナイルの聖母マリア、2020年上映）- 1970年代のカトリック系女子校（リセ）を舞台に、1997年のルワンダ虐殺につながる背景を描くスコラスティック・ムカソンガのルノードー賞受賞作品の映画化[18]。

## 参考資料
- Mes dates clés, par Atiq Rahimi - Libération (2005).
- François Bourboulon, Atiq Ratimi : sa vie est aussi un roman - Paris Match (2008).
- Lucie Geffroy, Le double je d’Atiq Rahimi - L'Orient Littéraire (2019).
- Lisbeth Koutchoumoff, Atiq Rahimi, Goncourt dans le vif de la guerre - Le Temps (2008).
- Atiq Rahimi : « En Afghanistan, l’individu n’existe pas » - La Règle du jeu (2013).
- Atiq Rahimi - Le passeur pachtoun (Propos recueillis par et François Dufay) - L'Express (2008).
- Atiq Rahimi : "Je me bats avec les mots" - Le Monde (2008).
- 『灰と土』/「訳者あとがき」抜粋 - インスクリプト.
- 『悲しみを聴く石』- 白水社.